# Anthurium wattii
Anthurium wattii är en kallaväxtart som beskrevs av Thomas Bernard Croat och D.C.Bay. Anthurium wattii ingår i släktet Anthurium och familjen kallaväxter. Inga underarter finns listade.